# Scorned
Scorned – drugi album studyjny polskiej supergrupy Masachist. Wydawnictwo ukazało się 3 września 2012 roku nakładem wytwórni muzycznej Selfmadegod Records. Nagrania zostały zarejestrowane latem 2011 roku w Monroe Sound Studio.

## Lista utworów
Opracowano na podstawie materiału źródłowego.
1. „Drilling the Nerves” – 05:48
2. „The Process of Elimination” – 03:06
3. „Straight and Narrow Path” – 04:54
4. „Manifesto (100% D.M.K.M.)” – 04:21
5. „Higher Authority” – 03:49
6. „Opposing Normality” – 04:01
7. „Liberation” – 03:59
8. „Liberation part II” – 01:21
9. „Inner Void” – 07:36

## Twórcy
Opracowano na podstawie materiału źródłowego.
- Wojciech „Pig” Wąsowicz – wokal prowadzący
- Mariusz „Trufel” Domaradzki – gitara rytmiczna, gitara prowadząca
- Dariusz „Daray” Brzozowski – perkusja
- Arkadiusz „Aro” Jabłoński – gitara rytmiczna, inżynieria dźwięku, miksowanie, mastering
- Filip „Heinrich” Hałucha – gitara basowa
- Michał „Breżniev” Spryszak – słowa
- Ataman Tolovy – oprawa graficzna, słowa